# Моранди, Джакомо
Джакомо Моранди (итал. Giacomo Morandi; род. 24 августа 1965, Модена, Италия) — итальянский прелат и куриальный сановник. Заместитель секретаря Конгрегации доктрины веры с 27 октября 2015 по 18 июля 2017. Секретарь Конгрегации доктрины веры с 18 июля 2017 по 10 января 2022. Титулярный архиепископ Черветери с 18 июля 2017 по 10 января 2022. Епископ-архиепископ Реджо-Эмилия-Гвасталла с 10 января 2022.